# Lista nieaktywnych mistrzostw w WWE
Lista nieaktywnych mistrzostw w WWE – lista pasów mistrzowskich, które były sankcjonowane przez organizację wrestlingu zawodowego WWE. Nie wszystkie sankcjonowane pasy zostały utworzone na potrzeby WWE. Niektóre zostały przejęte od innych organizacji.

## Nieaktywne mistrzostwa WWE

### Męskie

#### Singlowe
| Nazwa                                           | Data wprowadzenia     | Pierwszy mistrz     | Data zniesienia           | Ostatni mistrz   | Liczba lat aktywności | Opis i uwagi |
| ----------------------------------------------- | --------------------- | ------------------- | ------------------------- | ---------------- | --------------------- | --- |
| WWF International Heavyweight Championship      | lipiec 1959           | Antonino Rocca      | 31 października 1985(dts) | Tatsumi Fujinami | 26                    | Mistrzostwo promowane przez WWF, NWA Northeast, NJPW i UWF. Zostało zlikwidowane po tym jak WWF zakończyło współpracę z NJPW. |
| WWWF United States Heavyweight Championship     | 6 kwietnia 1963(dts)  | Bobo Brazil         | 1 marca 1976(dts)         | Bobo Brazil      | 15                    | Mistrzostwo pojawiające się na wydarzeniach sporadycznie, czasem jako tytuł drugorzędny przy WWWF World Heavyweight Championship. |
| WWF Junior Heavyweight Championship             | wrzesień 1965         | Paul DeGalles       | 31 października 1985(dts) | The Cobra        | 20                    | Mistrzostwo promowane wspólnie przez WWF i NJPW i przeznaczone dla juniorów. Zostało zlikwidowane po tym jak obie organizacje zakończyły współpracę. |
| WWF World Martial Arts Heavyweight Championship | 18 grudnia 1978(dts)  | Antonio Inoki       | 31 grudnia 1989(dts)      | Antonio Inoki    | 11                    | Mistrzostwo promowane wspólnie przez WWF i NJPW. Zostało zlikwidowane po tym jak obie organizacje zakończyły współpracę. |
| WWF North American Heavyweight Championship     | 13 lutego 1979(dts)   | Ted DiBiase         | 20 marca 1981(dts)        | Seiji Sakaguchi  | 2                     | Mistrzostwo drugorzędne. Według fikcyjnej historii, będącej oficjalną wersją WWE, North American Heavyweight Championship (będące mistrzostwem północnoamerykańskim) zostało zunifikowane z South America Championship (mistrzostwo południowoamerykańskie) tworząc w ten sposób mistrzostwo WWF Intercontinental Championship (międzykontynentalne). Po rzekomej unifikacji tytuł istniał jeszcze przez niecały rok. |
| WWF Canadian Championship                       | 18 sierpnia 1985(dts) | Dino Bravo          | 22 stycznia 1986(dts)     | Dino Bravo       | <1                    | Mistrzostwo przejęte od Lutte Internationale w celu promowania go w Kanadzie. Zostało zlikwidowane za kulisami. |
| Million Dollar Championship                     | 15 lutego 1989(dts)   | Ted DiBiase Sr.     | 23 sierpnia 2021(dts)     | Cameron Grimes   | 32                    | Mistrzostwo w kayfabe niesankcjonowane przez WWE, utworzone przez "The Million Dollar Man" Teda DiBiasego dla samego siebie. Reprezentujący ten tytuł pas był nazywany przez organizację najdroższym w historii. Mistrzostwo zostało zniesione po zdobyciu przez DiBiase pasa WWF Tag Team Championship 7 lutego 1992. Million Dollar Championship zostało przywrócone 18 grudnia 1995, kiedy to DiBiase wręczył je Ringmasterowi. Tytuł ponownie został dezaktywowany wraz z przegraną mistrza 26 maja 1996 na gali In Your House 8: Beware of Dog, z którą wiązało się też zwolnienie DiBisae. Mistrzostwo później zostało aktywowane 5 kwietnia 2010. Ted DiBiase wręczył je swojemu synowi, który ostatecznie zwakował tytuł 15 listopada 2010. Ostatni raz tytuł został przywrócony 13 czerwca 2021 w NXT, a został zdezaktywowany 23 września 2021 kiedy Cameron Grimes oddał tytuł DiBiasemu. |
| WWE European Championship                       | 26 lutego 1997(dts)   | The British Bulldog | 22 lipca 2002(dts)        | Rob Van Dam      | 5                     | Mistrzostwo utworzone specjalnie na potrzeby europejskich gal WWE. Od czasu zdobycia go przez Shawna Michaelsa 20 września 1997 było częściej bronione w Stanach Zjednoczonych. 22 lipca zostało zdobyte przez Roba Van Dama, który tego dnia zunifikował tytuł z WWE Intercontinental Championship. |
| WWF Light Heavyweight Championship              | 7 grudnia 1997(dts)   | Taka Michinoku      | 8 marca 2001(dts)         | X-Pac            | 4                     | Mistrzostwo przejęte od Michinoku Pro Wrestling, przeznaczone dla zawodników wagi lekkiej. Po przejęciu organizacji WCW, tytuł został zlikwidowany i zastąpiony przejętym od wykupionej konkurencji pasem Cruiserweight Championship. |
| WWE Cruiserweight Championship                  | 23 marca 2001(dts)    | Shane Helms         | 28 września 2007(dts)     | Hornswoggle      | 7                     | Mistrzostwo przejęte od WCW, przeznaczone dla zawodników wagi lekkiej, kobiet i mężczyzn. Zostało zlikwidowane za kulisami. |
| WCW Championship                                | 11 stycznia 1991(dts) | Ric Flair           | 9 grudnia 2001(dts)       | Chris Jericho    | <1                    | Mistrzostwo bezpośrednio przejęte od WCW, po wykupieniu organizacji. Pierwszy raz tytuł ten pojawił się w WWE po 26 marca 2001, kiedy Booker T przejął je od Scotta Steinera. WCW Championship zostało zunifikowane z WWF Championship, tworząc w ten sposób mistrzostwo o nazwie Undisputed WWF Championship. |
| World Heavyweight Championship                  | 2 września 2002(dts)  | Triple H            | 16 grudnia 2013(dts)      | Randy Orton      | 11                    | Mistrzostwo utworzone jako ekskluzywne dla Raw. Było kilkukrotnie przenoszone do Raw lub do Smackdown. Ostatecznie zostało zunifikowane z WWE Championship. |
| ECW Championship                                | 13 czerwca 2006(dts)  | Rob Van Dam         | 16 lutego 2010(dts)       | Ezekiel Jackson  | 3                     | Mistrzostwo zostało reaktywowane przez WWE po pięciu latach, wcześniej było sankcjonowane przez organizację ECW. Walki o pas odbywały się wyłącznie w ramach brandu ECW. Tytuł został zlikwidowany wraz z likwidacją brandu w ostatnim odcinku poświęconej ECW. |
| NXT Cruiserweight Championship                  | 14 września 2016(dts) | T.J. Perkins        | 4 stycznia 2022(dts)      | Carmelo Hayes    | 5                     | Mistrzostwo przeznaczone dla zawodników wagi lekkiej. Zostało zunifikowane z NXT North American Championship. |
| NXT United Kingdom Championship                 | 15 grudnia 2016(dts)  | Tyler Bate          | 4 września 2022(dts)      | Tyler Bate       | 5                     | Główne mistrzostwo dla zawodników z brandu NXT UK. Zostało zunifikowane z NXT Championship przez Brona Breakkera. |
| WWE Universal Championship                      | 25 lipca 2016(dts)    | Finn Bálor          | 7 kwietnia 2024(dts)      | Roman Reigns     | 8                     | Mistrzostwo utworzone jako ekskluzywne dla Raw. Było kilkukrotnie przenoszone do Raw lub do Smackdown. Zlikwidowany na rzecz kontynuacji linii WWE Championship. Po przegranej Reignsa, oficjalna historia tytułu pierwotnie uznawała Cody’ego Rhodesa za mistrza aż do momentu, gdy Rhodes stracił tytuł na WrestleManii 41 w następnym roku. Po jego przegranej oficjalna historia tytułu została zmieniona, usuwając Rhodesa i zamiast tego uznając Reignsa za ostatecznego mistrza, a tytuł przeszedł na emeryturę w noc, w której stracił go na WrestleManii XL. |

#### Tag Team
| Nazwa                                      | Data wprowadzenia    | Pierwszi mistrzowie                                       | Data zniesienia           | Ostatni mistrzowie                                | Liczba lat aktywności | Opis i uwagi |
| ------------------------------------------ | -------------------- | --------------------------------------------------------- | ------------------------- | ------------------------------------------------- | --------------------- | --- |
| WWWF United States Tag Team Championship   | Lipiec 1958          | Mark Lewin i Don Curtis                                   | 29 lipca 1967(dts)        | Bruno Sammartino i Spiros Arion                   | 9                     | Mistrzostwo przeznaczone dla tag teamów. Zostało zlikwidowane za kulisami. |
| WWF International Tag Team Championship    | 1 czerwca 1969(dts)  | Rising Suns (Toru Tanaka i Mitsu Arakawa)                 | 31 października 1985(dts) | Tatsumi Fujinami i Kengo Kimura                   | 16                    | Mistrzostwo przeznaczone dla tag teamów. Zostało zlikwidowane za kulisami. |
| World Tag Team Championship                | 3 czerwca 1971(dts)  | Luke Graham i Tarzan Tyler                                | 16 sierpnia 2010(dts)     | The Hart Dynasty (David Hart Smith i Tyson Kidd)  | 39                    | Mistrzostwo przeznaczone dla tag teamów. Zostało zunifikowane z WWE Tag Team Championship 5 kwietnia 2009 przez Carlito i Primo. Od tego momentu oba mistrzostwa były nazywane Unified WWE Tag Team Championship. Oficjalnie World Tag Team Championship zostało zlikwidowane 16 sierpnia 2010. |
| WWF Intercontinental Tag Team Championship | 7 stycznia 1991(dts) | Perro Aguayo i Gran Hamada                                | lipiec 1991               | Perro Aguayo i Gran Hamada                        | <1                    | Mistrzostwo przeznaczone dla tag teamów, promowane wspólnie przez WWF i UWF, zlikwidowane z powodu zakończenia współpracy między obiema organizacjami. |
| WCW Tag Team Championship                  | 23 marca 2001(dts)   | The Natural Born Thrillers (Chuck Palumbo i Sean O’Haire) | 18 listopada 2001(dts)    | The Dudley Boyz (Bubba Ray Dudley i D-Von Dudley) | <1                    | Mistrzostwo bezpośrednio przejęte od WCW, po wykupieniu organizacji 23 marca 2001. Zostało zunifikowane z WWF Tag Team Championship na gali Survivor Series. |
| NXT UK Tag Team Championship               | 18 czerwca 2018(dts) | Grizzled Young Veterans (James Drake i Zack Gibson)       | 4 września 2022(dts)      | Brooks Jensen i Josh Briggs                       | 4                     | Mistrzostwo przeznaczone dla tag teamów z brandu NXT UK. Zostało zunifikowane z NXT Tag Team Championship przez Pretty Deadly (Elton Prince i Kit Wilson). |

### Kobiece

#### Singlowe
| Nazwa                       | Data wprowadzenia     | Pierwsza mistrzyni  | Data zniesienia       | Ostatnia mistrzyni | Liczba lat aktywności | Opis i uwagi |
| --------------------------- | --------------------- | ------------------- | --------------------- | ------------------ | --------------------- | --- |
| WWE Women’s Championship    | 18 września 1956(dts) | The Fabulous Moolah | 19 września 2010(dts) | Layla              | 54                    | Mistrzostwo przeznaczone dla kobiet przejęte od NWA w 1983. WWE uznaje historię tego tytułu od 1956. Zdaniem organizacji pierwsza mistrzyni, The Fabulous Moolah, posiadała ten tytuł nieprzerwanie do 23 lipca 1984. Zostało zunifikowane z WWE Divas Championship. |
| WWE Divas Championship      | 2 lipca 2008(dts)     | Michelle McCool     | 3 kwietnia 2016(dts)  | Charlotte          | 7                     | Mistrzostwo przeznaczone dla kobiet. Zostało zniesione i zastąpione przez WWE Raw Women’s Championship w związku ze zmianą podejścia WWE do wrestlingu kobiet i zaprzestaniem używania terminu diva.                                                                 |
| NXT UK Women’s Championship | 18 czerwca 2018(dts)  | Rhea Ripley         | 4 września 2022(dts)  | Meiko Satomura     | 4                     | Mistrzostwo przeznaczone dla kobiet z brandu NXT UK. Zostało zunifikowane z NXT Women’s Championship przez Mandy Rose. |

#### Tag Team
| Nazwa                             | Data wprowadzenia  | Pierwsze mistrzynie                 | Data zniesienia      | Ostatnie mistrzynie                       | Liczba lat aktywności | Opis i uwagi |
| --------------------------------- | ------------------ | ----------------------------------- | -------------------- | ----------------------------------------- | --------------------- | --- |
| WWF Women’s Tag Team Championship | 13 maja 1983(dts)  | Velvet McIntyre i Princess Victoria | 14 lutego 1989(dts)  | Glamour Girls (Leilani Kai i Judy Martin) | 5                     | Mistrzostwo przeznaczone dla kobiecych drużyn. Zostało zlikwidowane za kulisami.                                                                          |
| NXT Women’s Tag Team Championship | 10 marca 2021(dts) | Dakota Kai i Raquel González        | 23 czerwca 2023(dts) | Alba Fyre i Isla Dawn                     | 2                     | Mistrzostwo przeznaczone dla kobiecych drużyn z brandu NXT. Zostało zunifikowane z WWE Women’s Tag Team Championship przez Rondę Rousey i Shaynę Baszler. |

### Dla obu płci
| Nazwa                     | Data wprowadzenia     | Pierwszy mistrz | Data zniesienia       | Ostatni mistrz | Liczba lat aktywności | Opis i uwagi |
| ------------------------- | --------------------- | --------------- | --------------------- | -------------- | --------------------- | --- |
| WWE Hardcore Championship | 2 listopada 1998(dts) | Mankind         | 26 sierpnia 2002(dts) | Rob Van Dam    | 3                     | Mistrzostwo, o które walki toczyły się na zasadach Hardcore match. Zostało zunifikowane z WWE Intercontinental Championship przez Rob Van Dama.                                                           |
| WWE 24/7 Championship     | 20 maja 2019(dts)     | Titus O’Neil    | 9 listopada 2022(dts) | Nikki Cross    | 3                     | Podczas segmentu za kulisami, 7 listopada 2022 roku, podczas odcinka Raw, Nikki Cross rzuciła pas w pobliżu kosza na śmieci. Dwa dni później, tytuł został później wymieniony jako nieaktywny na WWE.com. |

1. ↑  Tytuł jest nieaktywny od lutego 1992 do grudnia 1995, od maja 1996 do kwietnia 2010, od listopada 2010 do czerwca 2021 oraz od sierpnia 2021.

## Galeria

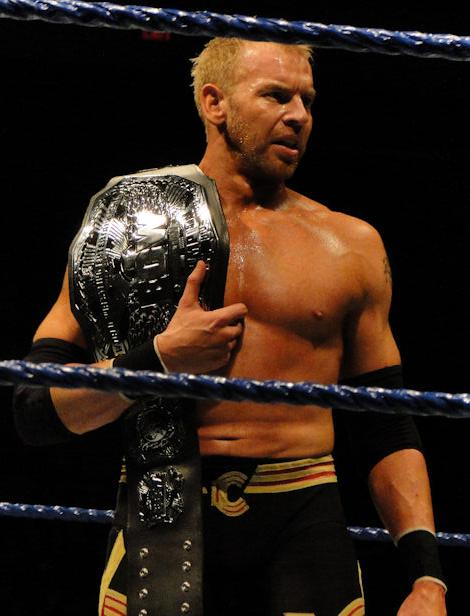
Dwukrotny mistrz Christian wraz z ostatnią wersją pasa ECW World Heavyweight Championship
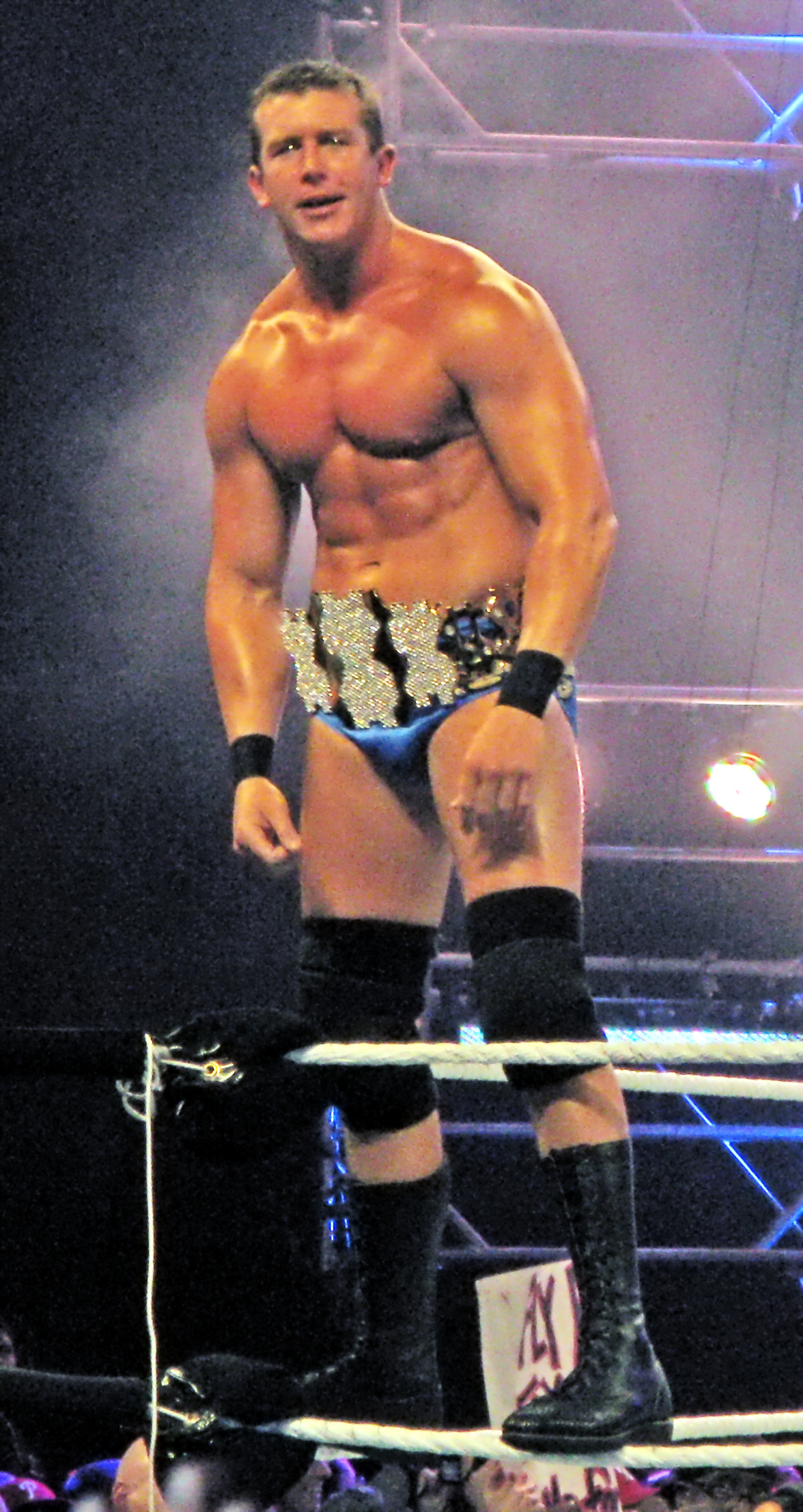
Ostatni mistrz Million Dollar Championship, Ted DiBiase Jr., wraz z ostatnią wersją pasa
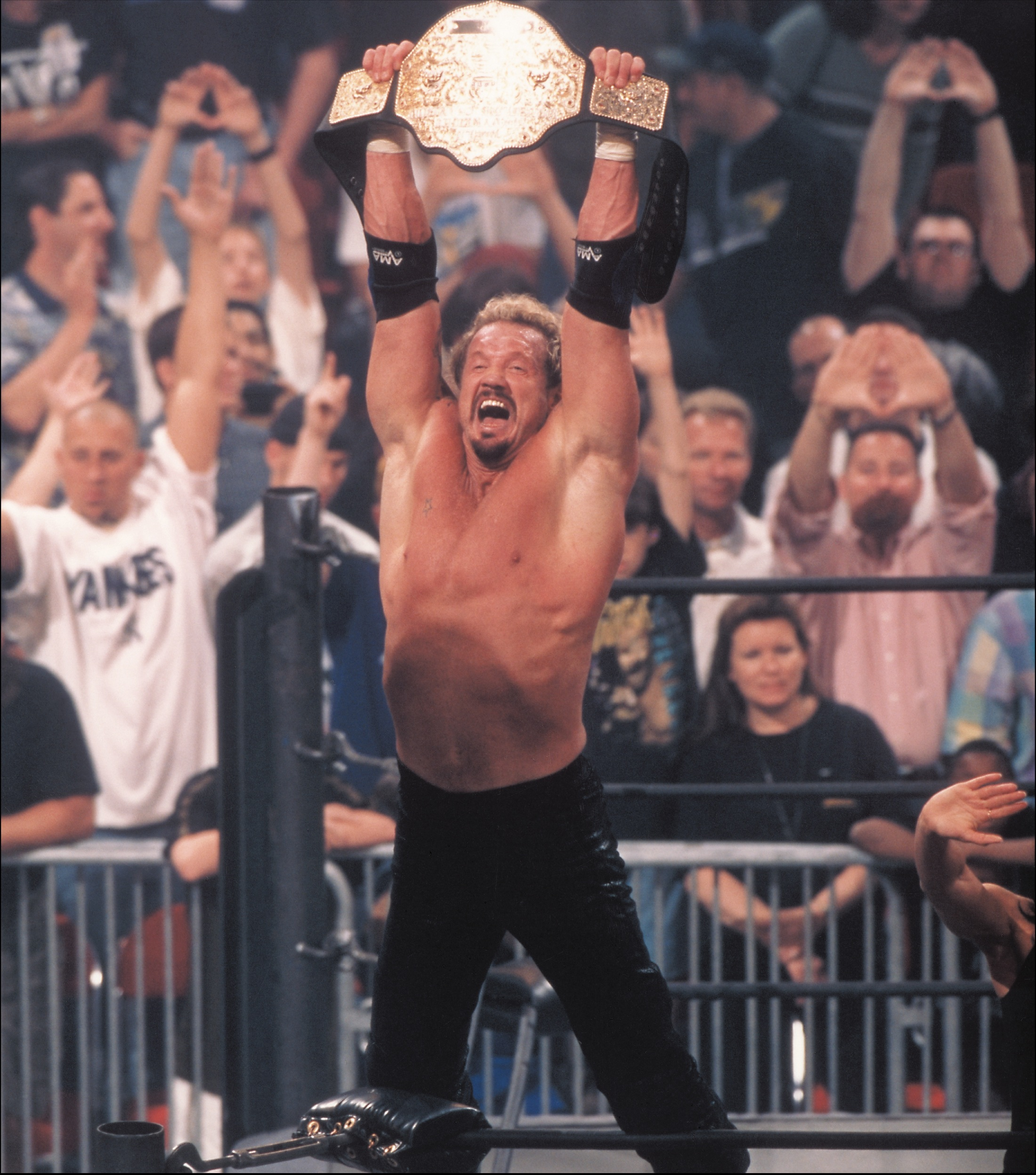
Trzykrotny mistrz DDP wraz z ostatnią wersją pasa WCW Championship
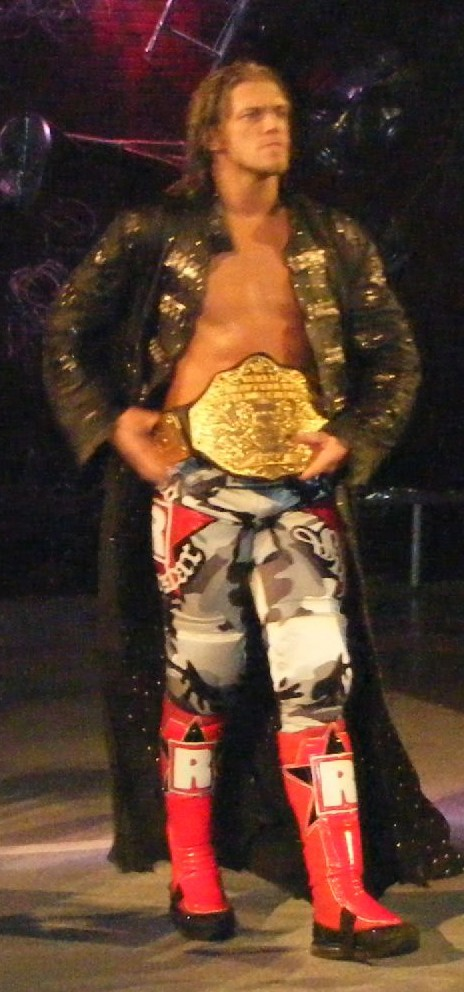
Siedmiokrotny mistrz Edge wraz z ostatnią wersją pasa World Heavyweight Championship
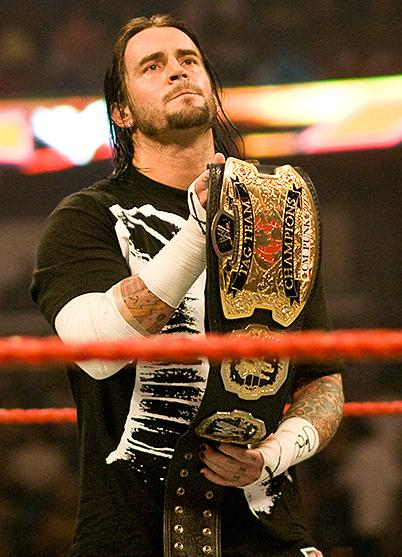
CM Punk pozujący z ostatnią wersją pasa World Tag Team Championship
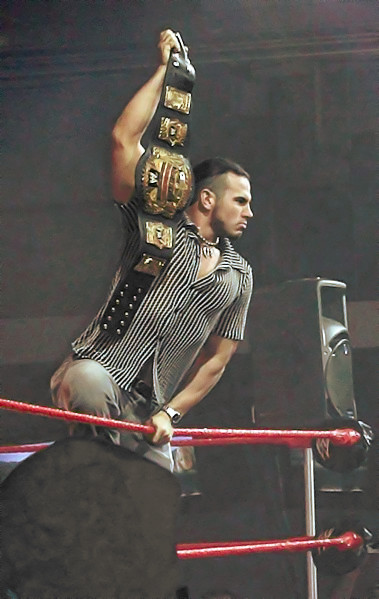
Matt Hardy pozujący z ostatnią wersją pasa WWE Cruiserweight Championship
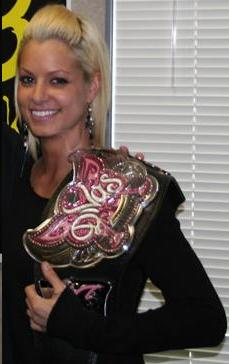
Maryse Ouellet pozująca z ostatnią wersją pasa WWE Divas Championship
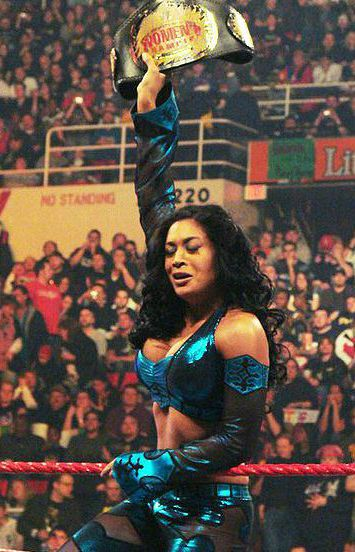
Melina z ostatnią, oryginalną wersją WWE Women’s Championship
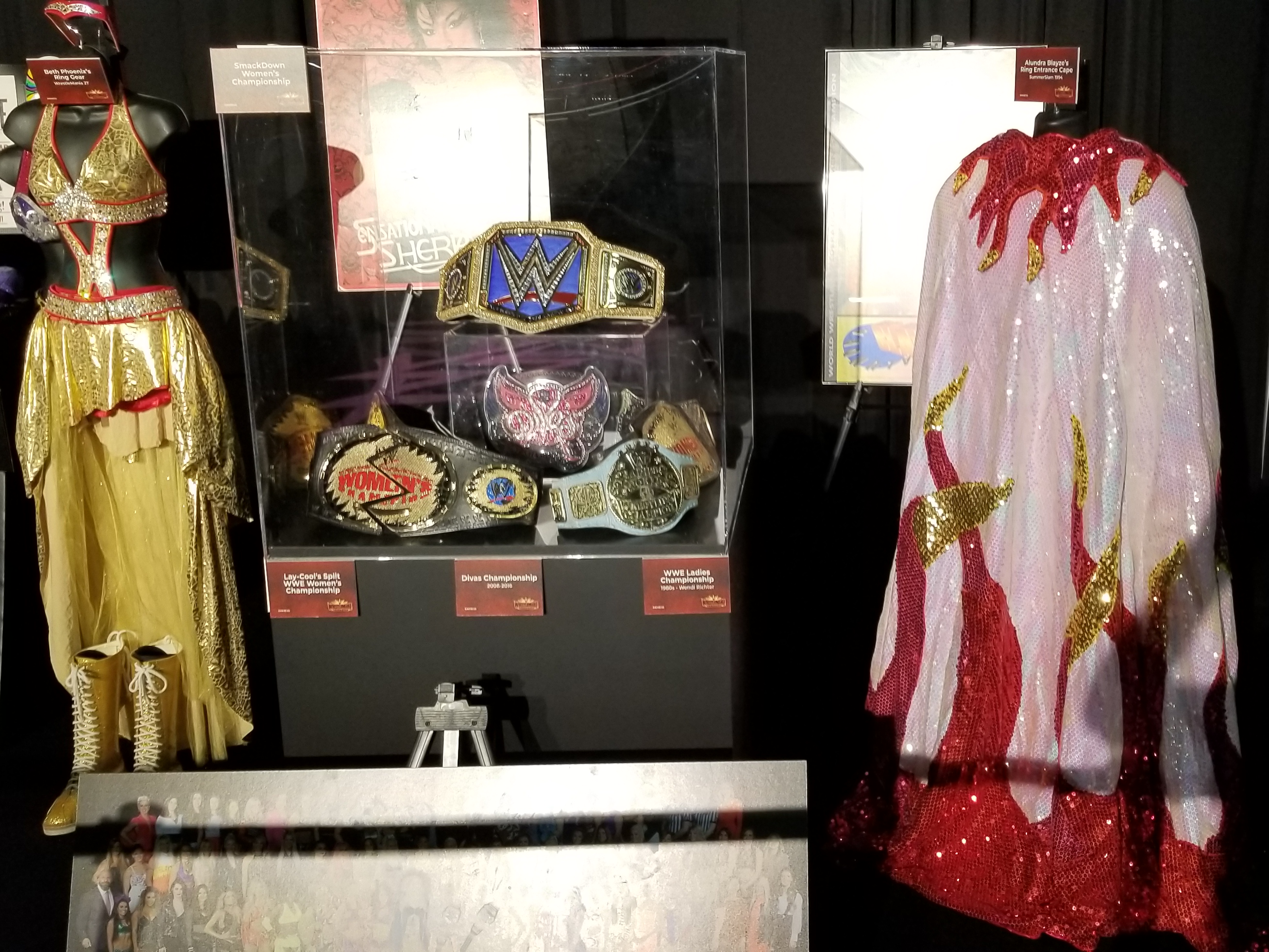
Zmodyfikowana, ostatnia wersja WWE Women’s Championship (przecięta na pół, po lewej stronie), w posiadaniu LayCool (ostatniej mistrzyni, Layli i Michelle McCool). Na środku znajduje się również ostateczna wersja WWE Divas Championship i na prawym uboczu przedostatnia wersja WWE Women’s Championship (identyczna jak ostatnia, tylko że z innym logiem i brakiem płytki na umieszczenie imienia)